# هنری گلدن دارت

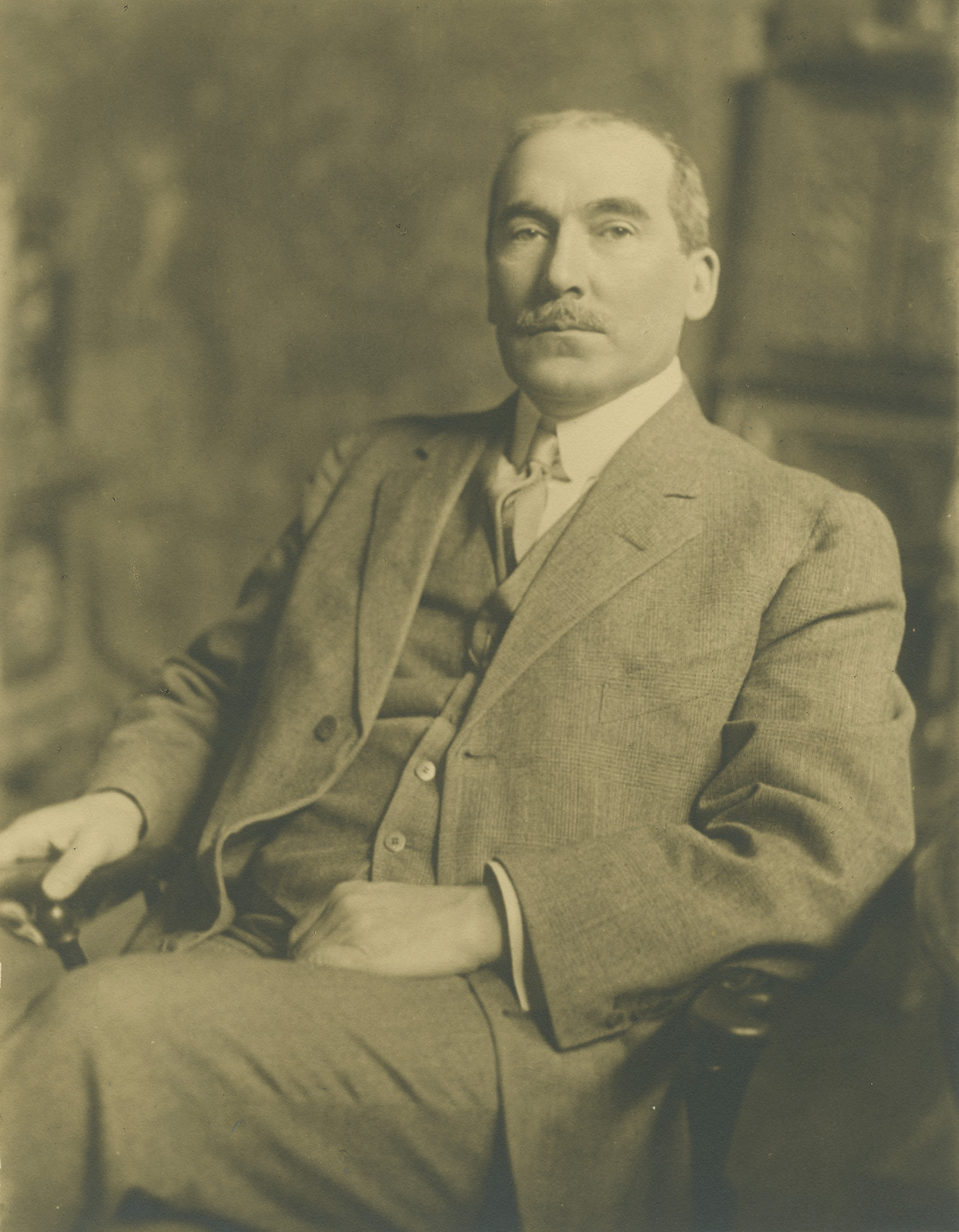
هنری گلدن دارت اثر جیمز دبلیو پورتر، ۱۹۱۲، چاپ نقره

هنری گلدن دِارت (به انگلیسی: Henry Golden Dearth) (۲۲ آوریل ۱۸۶۴ – ۲۷ مارس ۱۹۱۸) نقاش برجسته آمریکایی بود که در پاریس تحصیل و تابستان‌های خود را در فرانسه با نقاشی در منطقه نرماندی سپری می‌کرد. او در زمستان به نیویورک بازمی‌گشت و به‌خاطر نقاشی‌های عبوسش از منطقه لانگ آیلند شناخته شد. در حدود سال ۱۹۱۲، دارت سبک هنری خود را تغییر داد و شروع به گنجاندن قطعات پرتره و طبیعت بی‌جان و همچنین نقاشی‌های خود از استخرهای سنگی کرد که عمدتاً در برتاین خلق شده بودند. دارت که برنده چندین مدال شغلی و جایزه وب در سال ۱۸۹۳ بود، به‌طور ناگهانی در سال ۱۹۱۸ در سن ۵۳ سالگی درگذشت و یک همسر و یک دختر از او باقی ماند.

## اوایل زندگی
هنری گلدن دارت، متولد ۲۲ آوریل ۱۸۶۴ در بریستول، رود آیلند، کوچک‌ترین فرزند از پنج فرزند جان ویلیس و روث مارشال دارت بود. پدرش با تجارت نهنگ ارتباط داشت و در طول جنگ داخلی افسر توپخانه بود. او همچنین یک موسیقیدان با استعداد بود و تأثیرات مطلوبی در رشد استعداد هنری فرزندش ایجاد کرد. پدربزرگ او در طول جنگ ۱۸۱۲ فرمانده نیروی دریایی ایالات متحده بود. در سن ۱۵ سالگی، خانواده او به واتربری، کانکتیکات نقل مکان کردند و در آنجا به استخدام براون و برادران درآمد. پس از آن برای مدتی با شرکت ساعت واتربری در ارتباط بود.عشق پرشور دارت به هنر باعث شد که سرانجام خود را صرفاً وقف مطالعه نقاشی کند. او به مدت سه ماه وارد استودیوی نقاش پرتره هوراس جانسون شد تا اینکه به پاریس رفت و در آتلیه ارنست هبرت و ایمه موروت در مدرسه هنرهای زیبای پاریس تحصیل کرد.
پس از بازگشت به ایالات متحده در سال ۱۸۸۸، با اولین نمایشگاه مناظر در آکادمی ملی طراحی، جایگاه خود را تثبیت کرد. در سال ۱۸۸۹ برای اولین بار با انجمن مترقی تر هنرمندان آمریکایی آثار خود را به نمایش گذاشت. او در سال ۱۸۹۳ جایزه وب را برای آثار هنرمندی زیر ۴۰ سال دریافت کرد. در سال ۱۹۰۲ استودیوی خود را در نیویورک افتتاح نمود و سپس به نرماندی، منطقه ای که برای اولین بار جذب شد، بازگشت تا تابستان خود را در آنجا بگذراند. او یک خانه و استودیو در مونتری-سور-مر، در پا-دو-کاله، در ساحل کانال انگلیسی داشت، که در هر فصل چندین ماه در آنجا کار می‌کرد.او در ۲۶ فوریه ۱۸۹۶ با کورنلیا ون رنسلر ویل، خواهر کوچکتر آنا موری ویل ازدواج کرد و صاحب یک دختر به نام نینا ون رنسلر دارت شد.

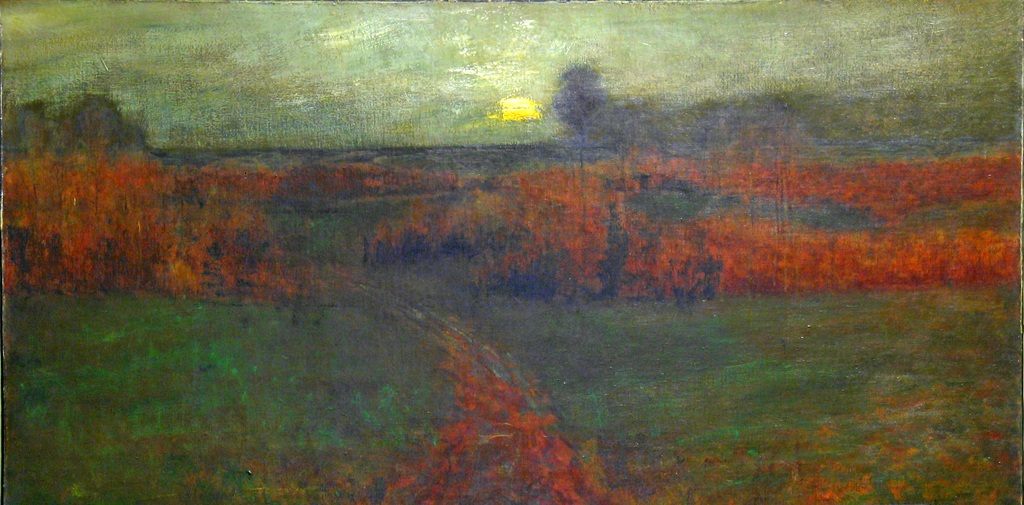
درخشش عصرانه (۱۸۸۹), مجموعه خصوصی. نمونه ای از سبک تونالیست اولیه دارت.

تکه‌های فوم' (۱۹۱۱/۱۲), نگارخانه ملی هنر (آمریکا). یکی از موضوعات متعدد «استخر سنگی» دارت

## مشاغل
شغل دارت را می‌توان به دو دوره تقسیم کرد. قبل از سال ۱۹۱۲، او نقاش تونالیسم بود که بخشی از مکتب باربیزون آمریکایی محسوب می‌شود. او که بیشتر وقت خود را در فرانسه می‌گذراند، طبیعتاً به این کشور زیبا علاقه داشت و بسیاری از سوژه‌های او در نزدیکی بولون-سور-مر یافت شدند. این آثار اولیه بی‌تفاوتی قابل توجهی نسبت به جزئیات، پالت تا حدودی محدود و ترجیح با شدت کم را نشان می‌دهند. به قول چارلز بوکانن، منتقد هنری، دارت کم و بیش در حال رنگ آمیزی مجدد باربیزون بود، اما «به‌طور غیرقابل بیانی نفیس» و «یک جنتلمن برتر از زیبایی‌شناسی بود».
پس از سال ۱۹۱۲، او تکنیک خود را تغییر داد و با رنگ‌های شکسته نقاشی می‌کرد و موضوعات خود را از مناظر بد خلقی لانگ آیلند و مونتروی به طبیعت بی‌جان و موضوعات فیگوراتیو به سبکی شبیه آدولف مونتیچلی تغییر داد. چنین تغییر سبکی به درخواست او از موزه هنر متروپولیتن در سال ۱۹۱۵ برای جایگزینی آثار قبلی او با نقاشی فیگور اخیرش مشخص شد. اگرچه آثار متأخر او شامل پرتره و موضوع ژانر است، اما پرشمارترین آثار او در این دوره نقاشی‌هایی از استخرهای صخره‌ای در بریتانی بود. بوم‌ها بسیار رنگی بودند. رنگدانه به‌طور ضخیم با اثر تزئینی چشمگیر ترکیبات اعمال می‌شد. در روزهای پایانی زندگی، دارت مکرراً از اشیایی از مجموعه‌ای از آثار گوتیک، رنسانس و شرقی به عنوان سوژه یا پس‌زمینه استفاده می‌کرد. تصاویر نهایی او شامل پرده‌های مهم ژاپنی، نقاشی‌های اولیه چینی و حکاکی‌های سنگی دوره وی در چیدمان‌های طبیعت بی‌جان یا به‌عنوان پس‌زمینه برای برخی از چهره‌های با مدل‌سازی دقیق بود.

## مرگ، استقبال و شهرت پس از مرگ

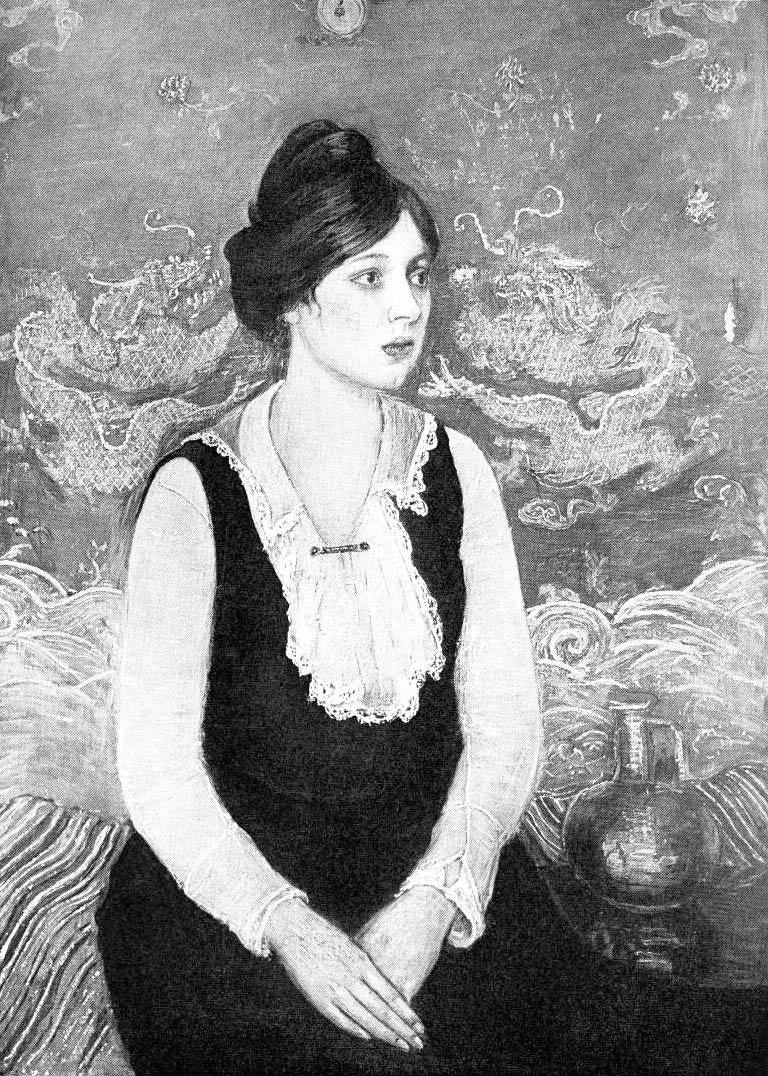
اژدهای امپراتوری (قبل ۱۹۱۸), مجموعه‌خصوصی. یکی از نقاشی‌هایی که در نمایشگاه یادبود به نمایش گذاشته شد و نمونه‌ای از ادغام نقوش ژاپنی توسط هنرمند در ترکیب‌بندی‌های بعدی‌اش.

هنری گلدن دارت در ۲۷ مارس ۱۹۱۸ بر اثر حمله قلبی در خانه اش در شهر نیویورک درگذشت.
آثار دارت از دهه ۱۸۹۰ تا اوایل دهه ۱۹۰۰ نشان می‌دهد که او نقاش منظره با ظرافت و احساس‌ تخیل قابل توجه است. نقاشی‌هایی مانند بهار مونتینی (۱۸۹۹) و مونتینی (۱۸۹۸) نمونه‌ای از توجه بسیار زیاد او به حقایق طبیعت است که با توانایی قابل توجهی برای تفسیر شاعرانه‌شان در قالب‌های هنری ترکیب شده‌است. تصاویر او مملو از نور و جو هستند و مهم نیست که چقدر طرح‌های رنگی او درخشان است، نتیجه به جای سختی، در اعماق ظرافت است. زمانی که بولونی هاربر با کورنلیا در موزه متروپولیتن هنر مبادله شد، منتقد نیویورک تایمز اظهار داشت که «دو تصویری که با هم دیده می‌شوند، تفسیری خارق‌العاده از کامل بودن و سرعت تغییر سبک ممکن برای یک نقاش تاثیرپذیر را تشکیل می‌دهند». در آثار مربوط به سال ۱۹۱۲ و پس از آن، او آزادانه از لکه‌ها و پاشش‌های رنگی خالص استفاده می‌کرد تا آنچه را می‌دید ارائه دهد، به طوری که نقاشی‌ها هماهنگی زیادی را به نمایش بگذارند و با احساسی غنی و بی‌معنی فراگیر شوند.
پس از مرگ او، یک نمایشگاه یادبود توسط خانم هنری گلدن دیارت و کورنلیا بی سیج کوینتون، مدیر آکادمی هنرهای زیبای بوفالو و گالری هنری آلبرایت در موزه‌ها یا گالری‌های هنری اصلی در شهرهای بوفالو، نیویورک، دیترویت، پیتسبورگ، سنت لوئیس، ماسکگون، یانگستون، شیکاگو، کلیولند، میلواکی، د موین، سینسیناتی، مینیاپولیس، ووستر، پروویدنس و بوستون در سال ۱۹۱۹ برگزار شد.

## وابستگی‌ها و جوایز
دارت در سال ۱۸۸۸ به عضویت انجمن هنرمندان آمریکایی درآمد و در سال ۱۹۰۶ با ادغام آکادمی ملی طراحی (نیویورک) و انجمن به عنوان آکادمیسین کامل انتخاب شد.او همچنین عضو باشگاه شمشیربازان، باشگاه لوتوس و انجمن قرن بود. او در سال ۱۸۹۳ برنده جایزه وب انجمن هنرمندان آمریکایی شد. همچنین یک مدال برنز در نمایشگاه جهانی پاریس (۱۹۰۰) و مدال نقره در نمایشگاه پان آمریکایی در بوفالو (۱۹۰۱) و در نمایشگاهی در بوئنوس آیرس (۱۹۰۷) به دست آورد.

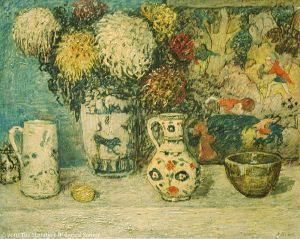
طبیعت بی جان (قبل از ۱۹۱۸)، موزه مته‌تاک. نمونه ای از آثار طبیعت بی جان دارت.

## آثار موجود در موزه‌ها
- در تاریک و روشن[پیوند مرده], ۱۸۸۹, مؤسسه هنر دیترویت
- تکه‌های فوم, ۱۹۱۱–۱۹۱۲, گالری ملی هنر، واشینگتن
- میدان کلش[پیوند مرده]، ۱۸۹۰، موزه هنر کلیولند
- منظره با جریان کوچک، حوالی سال ۱۹۰۰، مرکز هنر و تاریخ موزه متاتاک
- طبیعت بی جان، بدون تاریخ، مرکز هنر و تاریخ موزه متاتاک
- یک کلیسای قدیمی در مونترویل،, ۱۹۰۶–۱۹۰۷, موزه هنر آمریکایی اسمیتسونیان
- سرزمین رؤیایی، بدون تاریخ، موزه بروکلین[۱۶]
- زمان برداشت در نورمن، موزه برلین، خریداری شده توسط دولت آلمان در سال ۱۹۰۳ نمایشگاه بین‌المللی در برلین
- بندر بولونی، موزه هنر متروپولیتن، که بعداً با اثر پرتره بعدی او به نام کورنلیا مبادله شد.